# 程宗伊 (利川县长)
程宗伊（？—？）字又曾，湖北省浠水县人，中华民国利川县县长。

## 生平
程宗伊早年自湖北法政专门学校毕业。1938年8月至1939年2月，任湖北省利川县县长。在任期间，正值抗日战争初期，奉上级命令开始征粮和征兵，政务十分繁重。后来由于在禁烟工作中枉法徇情，于民国二十八年（1939年）3月调省，后来被撤职查办。